# Pseudotrachypus convolvens
Pseudotrachypus convolvens är en bladmossart som beskrevs av William Russell Buck 1994. Pseudotrachypus convolvens ingår i släktet Pseudotrachypus och familjen Trachypodaceae. Inga underarter finns listade i Catalogue of Life.